# Sengeløse
Sengeløse is een plaats in de Deense regio Hovedstaden, gemeente Høje-Taastrup. De plaats telt 1357 inwoners (2008).

## Geboren
- Oscar Schwartau (2006), voetballer